# Маркем, Клементс
Кле́ментс (Клемент) Ро́берт Ма́ркем (также Ма́ркхэм; англ. Clements Robert Markham; 20 июля 1830, Стиллингфлит — 30 января 1916, Лондон) — английский географ, исследователь и писатель. С 1863 по 1888 годы занимал пост секретаря Королевского географического общества (КГО), а позднее оставался президентом общества ещё на протяжении двенадцати лет. На этой должности он в основном занимался организацией Национальной британской антарктической экспедиции (1901—1904), а также способствовал началу полярной карьеры Роберта Скотта. Клементс Маркем являлся членом Лондонского королевского общества, а также Рыцарем-Командором Ордена Бани.
Маркем начал военно-морскую карьеру как кадет Королевского военно-морского флота. Став мичманом, отправился в Арктику на корабле HMS «Assistance», который был послан на поиски пропавшей экспедиции сэра Джона Франклина. Позже Маркем служил географом в Управлении по делам Индии, а также был ответственным за сбор плодов хинных деревьев в перуанских лесах и последующее взращивание их в Индии. Таким образом индийское правительство получило свой источник хинина. Маркем также являлся географом абиссинских экспедиционных сил сэра Роберта Нейпира в Англо-эфиопской войне и присутствовал при падении Магдалы в 1868 году.
Главным достижением Маркема на посту президента КГО стало возрождение в конце XIX века в Британии интереса к исследованию Антарктики после почти 50-летнего перерыва. У Маркема были смелые, далеко идущие и решительные планы относительно того, как должны быть организованы британские национальные антарктические экспедиции. Он боролся за то, чтобы первая из них была предпринята как военно-морское предприятие, во главе которой должен был непременно стать Роберт Скотт. Маркем смог преодолеть возражения значительной части научного сообщества и в итоге осуществил свой замысел в полном объёме. В течение нескольких первых лет после завершения экспедиции он продолжал оставаться защитником военно-морской карьеры Скотта, относясь с пренебрежением к достижениям других исследователей.
На протяжении всей своей жизни Маркем оставался путешественником и плодотворным писателем. Его литературные произведения включают в себя исторические очерки, отчёты о путешествиях и экспедициях, биографии. Он является автором многих статей и докладов для КГО, а также отдал много сил редактированию и переводу работ для Хаклитовского общества, президентом которого являлся. Получил множество общественных и академических почестей, и было признано, что Клементс Маркем оказал большое влияние на такую научную дисциплину, как география. Однако также выдвинуто мнение, что большая часть его работ была выполнена благодаря неиссякаемому энтузиазму, а не учёности и научному подходу. В 1902 году Робертом Скоттом в честь Клементса Маркема была названа гора Трансантарктического горного массива. Два острова близ берегов Антарктиды и одна из рек острова Новая Гвинея также носят имя Маркема.

## Детство
Клементс Маркем родился 20 июля 1830 года в Стиллингфлите, Йоркшир. Он был вторым сыном приходского священника — преподобного Дэвида Маркема. Дэвид был сыном Уильяма Маркема — бывшего архиепископа Йорка и наставника будущего короля Георга IV. Эта родовая связь привела в конечном итоге Дэвида к назначению его в 1827 году почётным каноником Виндзора. Матерью Клементса была Кэролайн Маркем (ур. Милнер) — дочь сэра Уильяма Милнера, баронета Nun Appleton Hall в Йоркшире.
В 1838 году Дэвид Маркем был назначен ректором провинциального города Грэйт-Хорксли, недалеко от Колчестера в графстве Эссекс. Через год юный Клементс Маркем пошёл в школу: сначала в подготовительную Cheam School, а позже в вестминстерскую школу. Он был способным учеником, особенно интересовался геологией и астрономией. Писал с раннего возраста, что занимало большую часть его свободного времени. В школе, которую он описал как «прекрасное и восхитительное место», увлёкся греблей и стал часто выступать в качестве рулевого в гонках на Темзе.

## Военно-морской флот

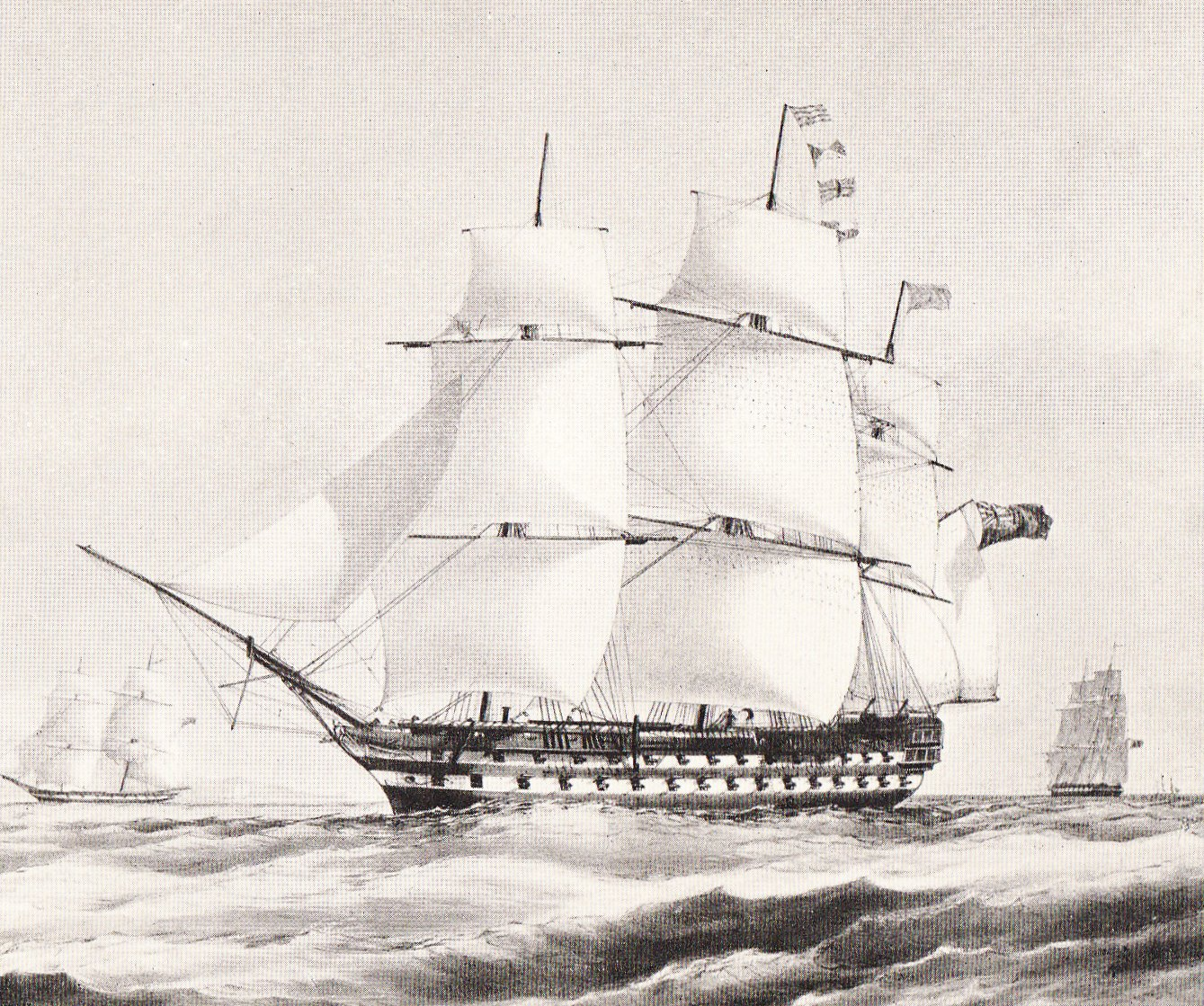
HMS Collingwood, первый корабль Маркема

### Кадет
В мае 1844 года Маркем был представлен своей тётей, графиней Мэнсфилд, контр-адмиралу сэру Джорджу Сеймуру, лорду Адмиралтейства. Мальчик произвёл благоприятное впечатление на адмирала, и вскоре тот предложил Клементсу стать кадетом военно-морского флота. 28 июня Маркем отправился в Портсмут и несколько дней спустя поступил на службу на флагманский корабль Сеймура HMS Collingwood. В то время HMS Collingwood оборудовался для длительного плавания в Тихом океане, где Сеймур должен был принять командование тихоокеанской эскадрой. Это путешествие длилось почти четыре года. Во время плавания Маркема часто приглашали на обед с адмиралом и его супругой и детьми, которые также находились на борту. Корабль достиг чилийского порта Вальпараисо, главной базы тихоокеанской эскадры, 15 декабря после перехода, включавшего заход в гавани Рио-де-Жанейро и Фолклендских островов, а также штормовой переход в Южном океане.

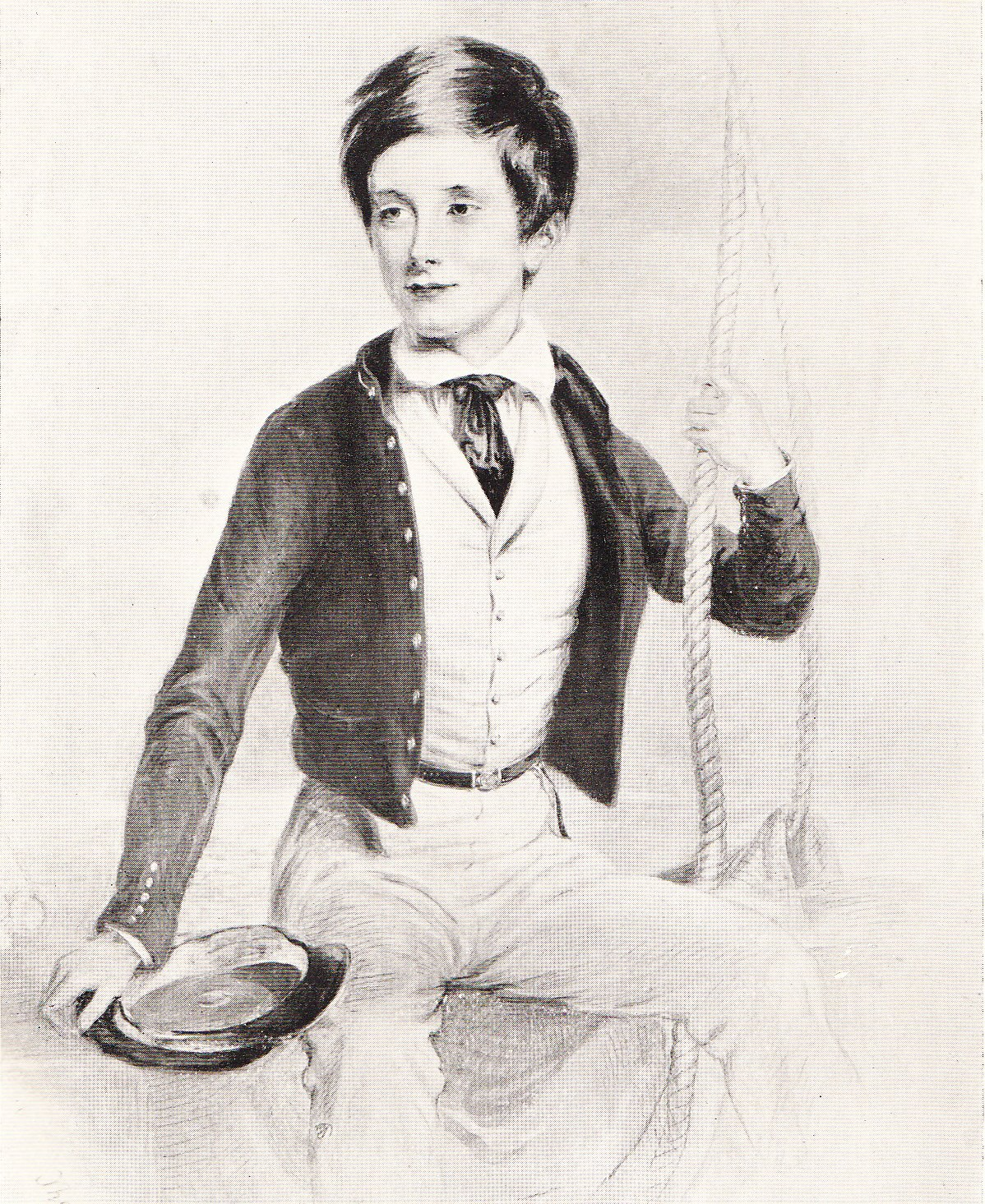
Кадет военно-морского флота Клементс Маркем, 1844 год

Спустя некоторое время HMS Collingwood совершил переход в Кальяо, главный порт на перуанском побережье, дав Маркему возможность впервые увидеть страну, которая сыграет значительную роль в его дальнейшей карьере. В течение следующих двух лет  HMS Collingwood курсировал в Тихом океане, посетив Сандвичевы острова (Гавайи), Мексику, Таити, где Маркем попытался помочь местным повстанцам, боровшимся против французской экспансии. Он впервые столкнулся с военной дисциплиной, когда был наказан военным инструктором за дерзость, и должен был стоять на корабельной палубе с восьми утра и до заката солнца. 25 июня 1846 года Маркем сдал экзамен на мичмана, будучи третьим в общем зачёте из десяти человек в группе. Длительные стоянки в чилийских и перуанских портах позволили Клементсу изучить испанский язык.
К концу плавания устремления Маркема изменились: он больше не хотел делать карьеру военно-морского офицера, а мечтал стать географом и исследователем. По прибытии в Портсмут в июле 1848 года он сообщил отцу о своём желании покинуть военно-морской флот, однако тот смог убедить его остаться. После непродолжительного периода службы в Средиземном море Маркем несколько месяцев провёл в бездействии на якорной стоянке Спитхед и в гавани Кова, что ещё сильнее уменьшило его интерес к службе. Однако в начале 1850 года Клементс узнал, что эскадра из четырёх кораблей готовится к выходу на очередные поиски пропавшей экспедиции сэра Джона Франклина. Маркем, благодаря влиятельным членам семьи, смог обеспечить себе место в этом предприятии. 1 апреля 1850 года его перевели на HMS Assistance, один из двух основных кораблей эскадры.

### Первое арктическое путешествие (1850—1851)
Сэр Джон Франклин покинул Англию в мае 1845 года на двух кораблях, HMS Erebus и HMS Terror, для поисков Северо-Западного прохода. В последний раз экспедиция была замечена 29 июля китобоями в северных водах моря Баффина, когда экспедиционные суда пришвартовались к льдине и ждали возможности продолжить плавание на запад.
Поиски пропавших кораблей начались два года спустя. Эскадра, к которой присоединился Маркем, находилась под началом капитана Горацио Остина, державшего флаг на флагмане HMS Resolute. Корабль Маркема назывался HMS Assistance и шёл под командованием Эразмуса Оманни. Маркем, как самый молодой участник похода и имевший лишь чин мичмана, принимал ограниченное участие в событиях экспедиции, однако тщательно отмечал все подробности её жизни в дневнике. Корабли покинули гавань 4 мая 1850 года.

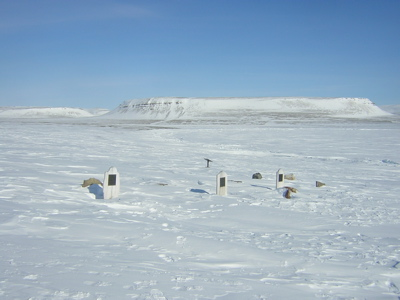
Современная фотография могил, обнаруженных на острове Бичи в 1850 году

После обхода 28 мая самой южной точки Гренландии эскадра двинулась на север, пока не была остановлена льдами в заливе Мелвилл 25 июня. Корабли вынужденно пробыли там до 18 августа, после чего, наконец, смогли подойти к проливу Ланкастер — известной точке маршрута искомой экспедиции. Здесь корабли разошлись для поиска следов пропавшей экспедиции в разных областях. 23 августа капитан Оманни увидел пирамиду из камней и разбросанные вокруг пустые консервные банки, на которых значилось имя Голднер (англ. Goldner). Голднер являлся поставщиком мяса для нужд экспедиции Франклина. Вместе с ещё некоторыми мелкими частями брошенного оборудования эти находки были первыми из всех найденных следов экспедиции. Несколько дней спустя, на острове Бичи, группа наткнулась на три могилы, которые оказались местом последнего упокоения членов экспедиции Франклина, умерших в январе — апреле 1846 года.
Поиск продолжался до тех пор, пока его не остановила долгая арктическая зима. Главной работой последующих нескольких месяцев стала подготовка к весеннему сезону и предстоящим санным походам. На корабле читались лекции и проводились занятия с экспедиционерами, а также ставились самодеятельные театральные постановки, где Маркем смог проявить свой «великий театральный талант». Он много читал, главным образом об истории изучения Арктики и классическую литературу, думал о возможности вернуться в Перу, страну, которая пленила его ещё во время плавания на HMS Collingwood. Когда настала весна, был предпринят ряд санных походов в поисках других следов экспедиции Франклина. В этих походах Маркем принимал полноценное участие, но ничего более обнаружено не было. Однако, благодаря этим походам, сотни миль ранее неизведанного берега были нанесены на карту. Поисковая экспедиция вернулась в Англию в начале октября 1851 года.
Сразу по возвращении в Англию Маркем сообщил отцу о своей твёрдой решимости покинуть флот. Одной из причин такого решения стали тяжкие телесные наказания, применявшиеся в то время на флоте. Маркем считал, что они были равносильны преступлению, и ещё во время службы на HMS Collingwood сам имел некоторые проблемы, когда, взяв вину на себя, попытался предотвратить порку взрослого члена команды корабля. Кроме того, он разочаровался в праздности, занимавшей бо́льшую часть его времени. Отец Клементса не без сожаления согласился с решением сына, и после сдачи части из комплекса артиллерийских экзаменов на звание лейтенанта Клементс Маркем оставил службу в Королевском военно-морском флоте в 1851 году.
В том же году Адмиралтейство обрушилось с резкой критикой на капитана Горацио Остина, обвиняя того в полной некомпетентности. Был создан комитет по расследованию, который и постановил направить в тот же самый район Арктики новую экспедицию на тех же судах и с тем же составом экипажа, но под другим командованием. Маркем со свойственной ему импульсивностью попытался защитить честь капитана и опубликовал книгу «Следы Франклина» (англ. Franklin's Footsteps), в которой рассказал о плавании поисковой эскадры.

## Государственный служащий, географ, путешественник

### Первая поездка в Перу (1852—1853)
Летом 1852 года, освободившись от военно-морских обязательств, Клементс уже строил планы на длительное путешествие в Перу, однако долго не решался сообщить о них отцу. Дэвиду Маркему затея сына не понравилась, но всё же он выделил Клементсу 500 фунтов для покрытия расходов.

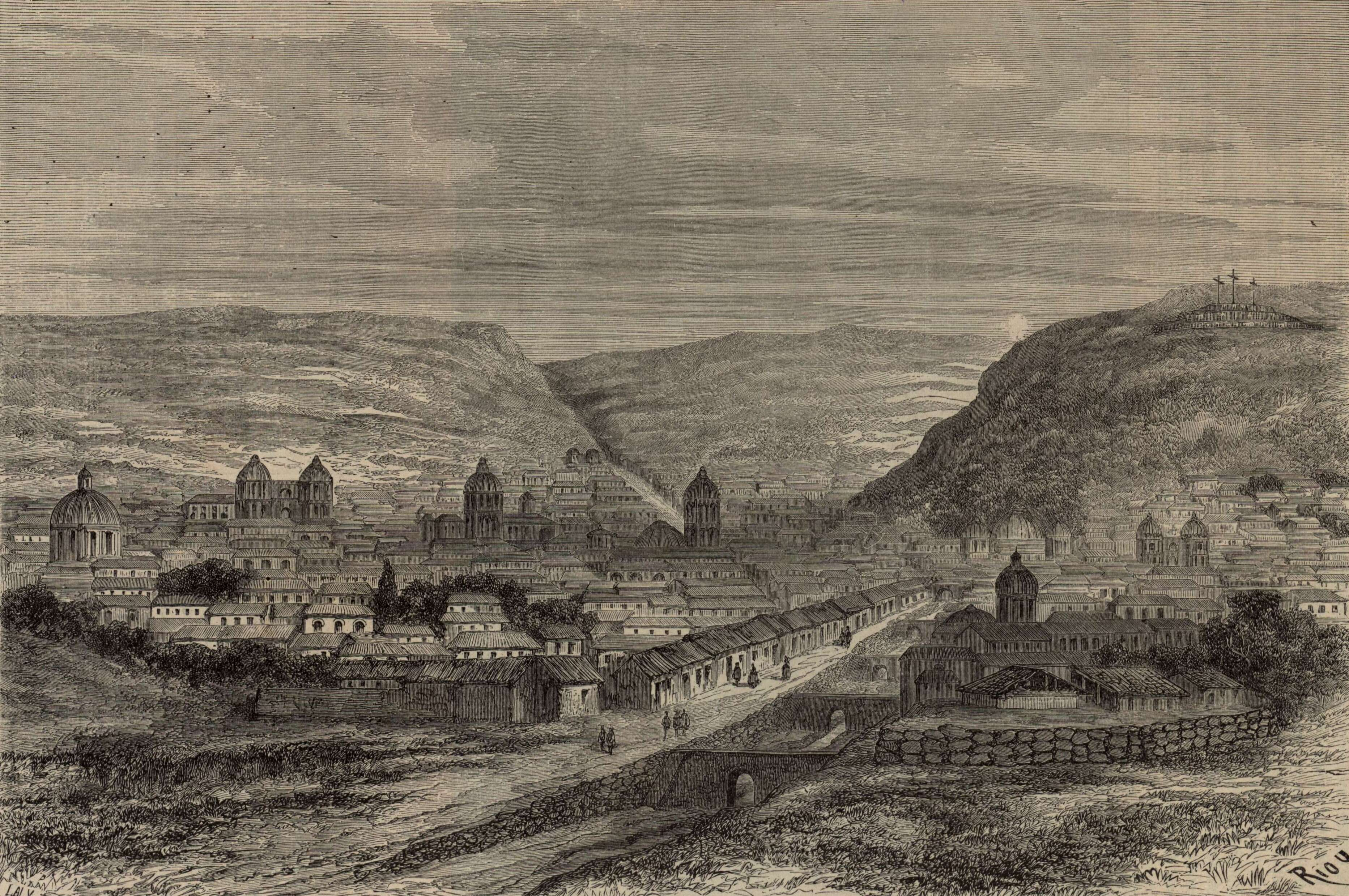
Город Куско в колониальный период, ок. 1886 года

Маркем отплыл из Ливерпуля 20 августа и отправился кружным путём. Вначале он посетил Галифакс в Новой Шотландии и по прибытии обнаружил в городской гавани один из кораблей эскадры адмирала Сеймура — HMS Cumberland, где повстречал много старых друзей, знакомых ещё по службе на HMS Collingwoods. 12 сентября пришло время покинуть Галифакс, и, в сопровождении двух друзей с корабля, он отправился в Виндзор. Там Маркем сел на пароход и отбыл в Сент-Джон. Расставание с товарищами далось Клементсу тяжело. В своём дневнике он записал:

Мой последний день на службе. Пока я писал книгу «Следы Франклина», связанную с моей морской службой, я чувствовал будто бы был на Флоте. Но когда я махнул платком Эшби и Джону, стоявшим на пирсе в Видзоре и провожающим мой пароход, я почувствовал угрызение совести от того, что моя последняя связь с флотом была прервана. В военно-морском флоте я был счастлив и приобрёл много друзей, но всё же моё решение, вероятно, было верным. Тем не менее, я чувствовал острую боль скорби и сожаления.
Из Сент-Джона Маркем по суше отправился в Бостон и Нью-Йорк, где сел на пароход в провинцию Колон Панамы. После пересечения перешейка отбыл в Кальяо, куда и прибыл 16 октября. Почти сразу же Маркем отправился в Лиму, где оставался на протяжении почти двух месяцев в компании старых друзей, с которыми познакомился, проходя службу в звании кадета на HMS Collingwoods. Они оказали существенную помощь в организации похода Маркема, а также отправили ряд рекомендательных писем влиятельным людям своей страны, включая президента Перу. Клементс совершил множество поездок по окрестностям Лимы. Во время возвращения из одной такой поездки путь ему преградил разбойник, вышедший на середину дороги и схвативший под уздцы его коня. Клементс выстрелил в негра из револьвера, тот сразу упал. Видя, что остальная часть разбойничьей банды собирается наброситься на него, Маркем пришпорил коня и ускакал с дороги в пустыню, произведя на скаку ещё два выстрела. Проведя ночь в пустыне, Клементс смог найти дорогу по компасу и достиг города Чоррильос. На следующий день отряд кавалерии захватил банду разбойников, семеро из них были расстреляны. Маркем смог опознать троих из напавших на него бандитов.
7 декабря 1852 года Маркем отправился из Лимы в глубь страны в сопровождении чернокожего солдата кавалерии Перу, назначенного в качестве эскорта перуанским правительством вопреки желанию самого Маркема. Клементс намеревался перейти через Анды и выйти к древнему городу инков Куско. Уже на подходе к Писко произошёл печальный инцидент. Маркем увидел у дороги лежащую девушку в национальном костюме инков, когда он подошёл и повернул её к себе лицом, то понял, что ей не больше шестнадцати лет. Девушка указывала на ближайший куст, где Маркем обнаружил мёртвого ребёнка. Видя, что помочь он не в силах, Клементс оставил некоторую сумму денег и продолжил путь в Писко, куда прибыл 3 декабря. 6 января 1853 года Маркем отбыл на восток в сопровождении одного индейского мальчика. После перехода в 30 миль он прибыл в город Еа, находящийся в 6 милях от подножия Кордильер. Город был полностью разрушен во время землетрясения 1745 года, но на момент прибытия в него Маркема численность населения составляла уже около 10 000 человек. В Еа Клементс нашёл надёжного проводника, которого звали Агустин Карпио. Тот согласился перевести его через Анды. После долгого и сложного перехода Маркем со своим спутником достиг города Аякучо, где Клементс остановился почти на месяц, чтобы изучить местную культуру и улучшить знания кечуа.

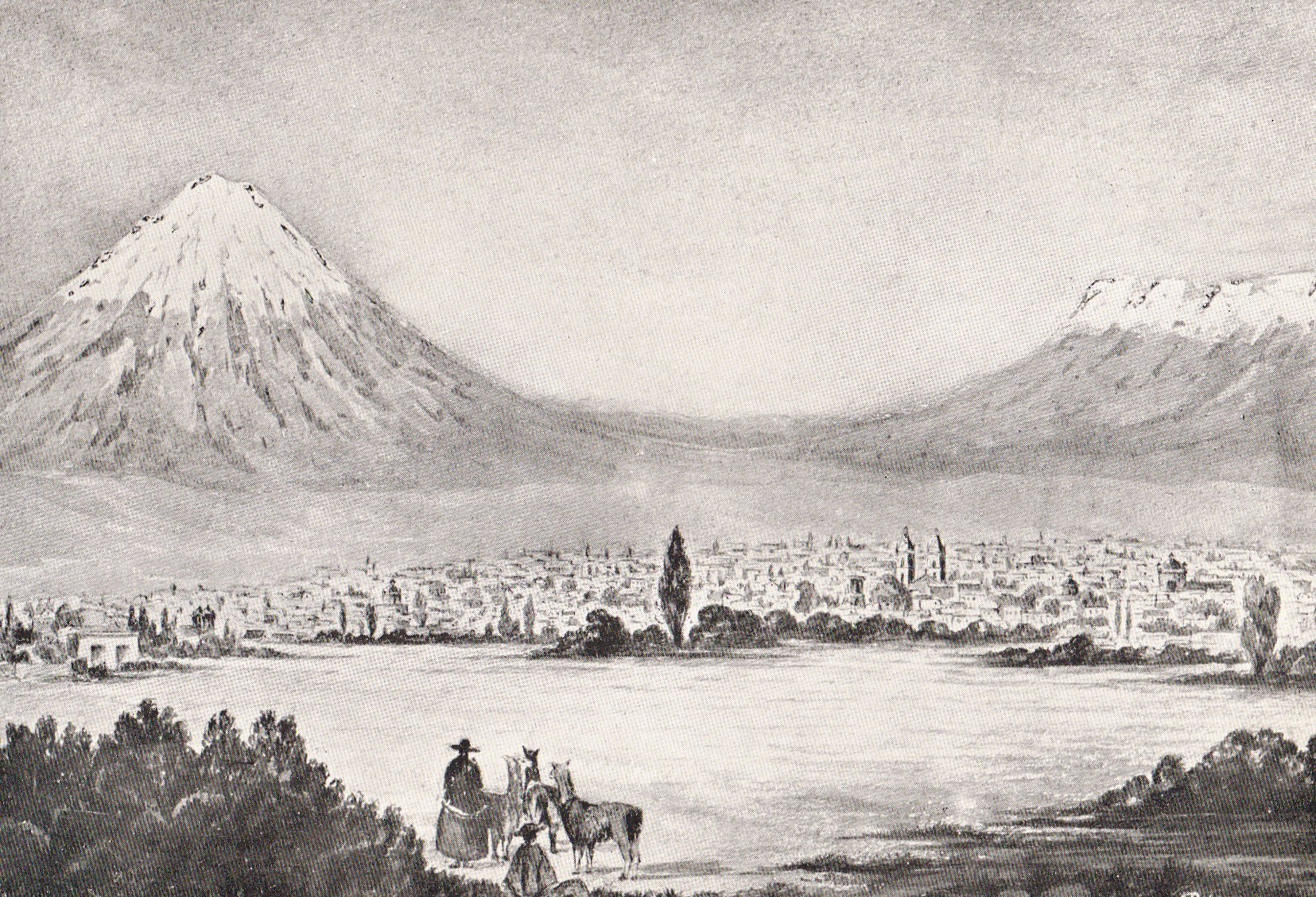
Город Арекипа и вулкан Мисти на заднем плане, ок. 1840 года

Покинув Аякучо, Маркем через сто миль пути встретил доктора Тафоро, известного в то время миссионера. С ним Клементс имел честь познакомиться ещё в Аякучо, а теперь, узнав, что тот также держит путь в Куско, присоединился к нему. Спустя некоторое время они пересекли качающийся мост, подвешенный на высоте более 91 метра над бурной рекой Апуримак, и вышли на плодородную долину, которая 20 марта 1853 года привела их к городу Куско.
Маркем пробыл в городе несколько недель, занимаясь изучением истории инков; он описал в своём дневнике многие сохранившиеся здания и руины. Во время экскурсий в близлежащие города и раскопки Клементс посетил провинции Сан-Мигель, Ла-Мар, Аякучо, где впервые узнал о свойствах растений хина, источника хинина, которые выращивались в этих регионах. 18 мая он оставил Куско и в сопровождении шестерых человек взял курс на юг; их целью была Лима. Спустившись с гор, он оказался в городе Арекипа, который в то время представлял собой удачный пример сочетания национальной и европейской архитектур. Город находился близ конусообразного вулкана Мисти, который Маркем сравнил с горой Фудзи в Японии. 23 июня путешественники достигли Лимы, где Клементс узнал о смерти своего отца. Уже 17 сентября Маркем был в Англии.

### Управление по делам Индии. Женитьба
После смерти отца в 1853 году Маркем отчаянно нуждался в оплачиваемой работе и уже в декабре того же года смог получить должность младшего клерка в офисе Наследственного налогового управления при Управлении внутрибюджетных поступлений Британии с зарплатой 90 фунтов в год. Маркем считал эту работу утомительной и смог через шесть месяцев добиться перевода в службу, которая в 1857 году будет названа Управлением по делам Индии. Здесь работа была интересной и познавательной, а у Маркема оставалось достаточно времени для путешествий и возможности удовлетворять свой интерес к географии.
В апреле 1857 года Маркем женился на Минне Чичестер, которая позже будет сопровождать его во время его хинной миссии в Перу и Индии. Их единственным ребёнком была Мария Луиза (позже известная как Мэй), родившаяся в 1859 году.

### «Хинная миссия» в Перу (1859—1861)

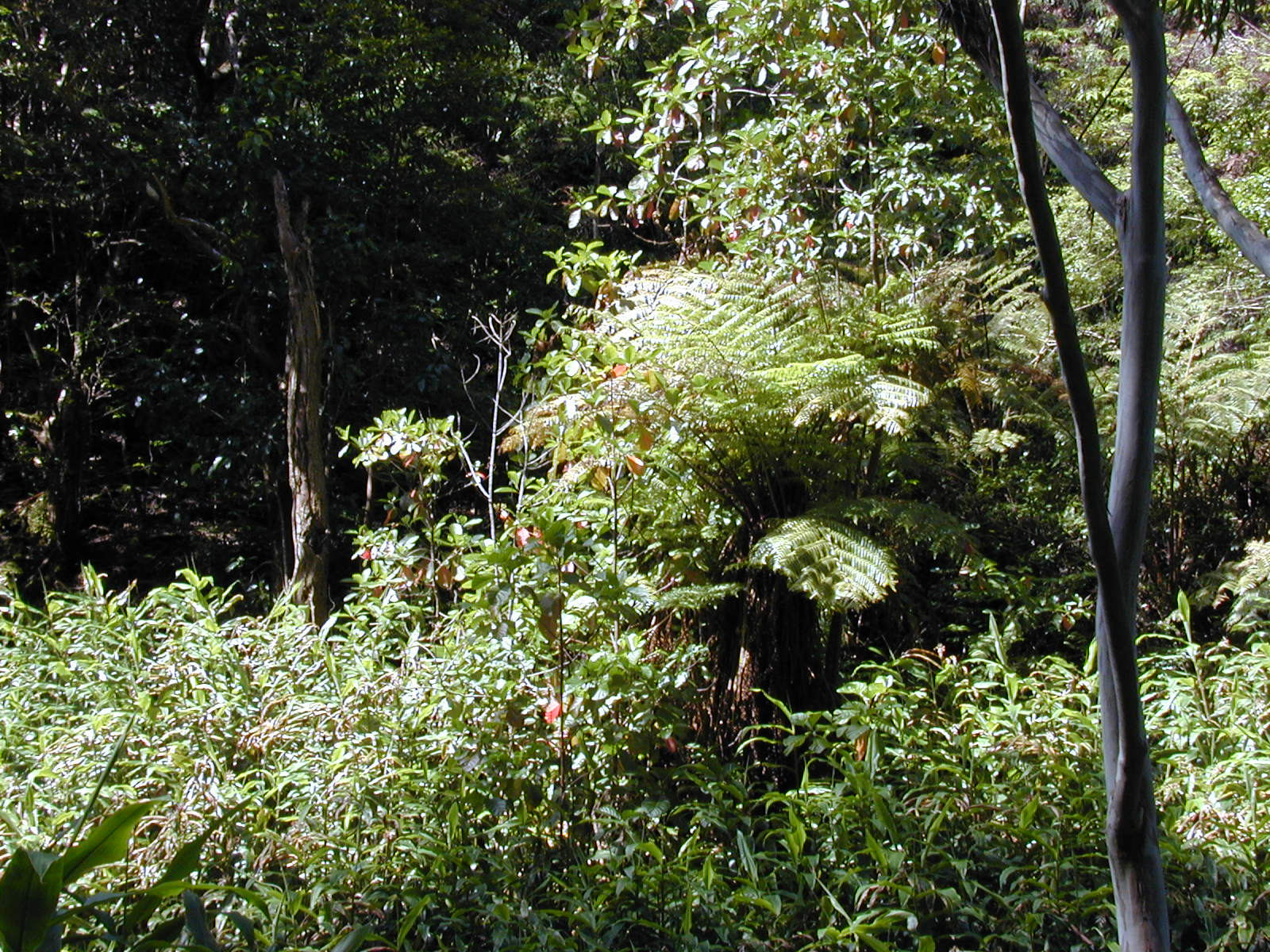
Хинная плантация

Через шесть лет после своей первой поездки в Перу Маркем вернулся туда с конкретной миссией: собрать ростки и семена хинного дерева. В то время Клементс работал в качестве государственного служащего в Управлении по делам Индии. Уже в 1859 году он выдвинул на рассмотрение своё предложение о возможности сбора ростков хинного дерева в перуанских лесах и боливийских Андах и дальнейшей пересадке их на специально отведённые под это участки в Индии. Кора хинного дерева, источник хинина, являлась первым известным средством для лечения малярии и других тропических болезней. Предложение получило одобрение, и 29-летний Маркем был поставлен во главе всего предприятия.
Маркем и его команда, в которую вошёл известный ботаник Ричард Спрус, покинули Англию в декабре 1859 и прибыли в Лиму в январе 1860 года. Их предприятие было в известной степени рискованной затеей, ведь Перу и Боливия в то время находились на грани войны. Вскоре группа Маркема столкнулась со враждебностью перуанцев, стремившихся отстоять контроль над торговыми операциями в регионе. Это значительно сузило рабочее пространство экспедиционеров и помешало собрать образцы самого лучшего качества. Уже позже Маркем всё же смог преодолеть бюрократические преграды и получить необходимые лицензии для осуществления экспорта.
Клементс ненадолго вернулся в Англию, перед тем как отплыть в Индию для выбора подходящих мест для разбивки плантаций хины в Бирме (Мьянма) и на Цейлоне (Шри-Ланка). Позже многие из этих плантаций были погублены насекомыми, но часть выстояла и была расширена Ричардом Спрусом. Двадцать лет спустя после закладки первой плантации ежегодный экспорт коры хинного дерева из Индии составлял уже более 490 000 фунтов (220 тонн). За проделанную работу Маркем получил грант от британского правительства в размере 3000 фунтов стерлингов.
В рамках своих обязанностей в Управлении по делам Индии Маркем узнавал и доводил до сведения индийского правительства об успехах выращивания перуанского хлопка в Мадрасе и ипекакуаны в Бразилии. Маркем указывал на возможность культивировать это лекарственное растение и в Индии, говорил о возможном развитии жемчугодобывающей индустрии в Тирунелвели, Южная Индия. Он также принимал участие в амбициозном плане, заключавшемся в пересадке деревьев бразильского каучука, утверждая, что он «взрастит каучуковые деревья по столь же замечательному примеру хинных деревьев». Однако эта затея оказалась неудачной.

### Абиссинская кампания (1867—1868)
В 1867 году Маркем возглавил Географический департамент Управления по делам Индии. В том же году он был выбран в качестве географа для сопровождения военных экспедиционных сил сэра Роберта Нейпира в Абиссинию.

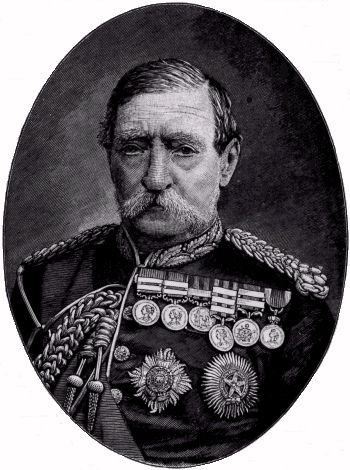
Сэр Роберт Нейпир, командир абиссинской кампании

Эти силы были направлены британским правительством в ответ на действия, предпринятые королём Абиссинии Теодоросом II. В 1862 году король отправил письмо британскому правительству с просьбой защитить страну от египетских захватчиков и предложением о назначении посла. Не желая оскорбить власти Египта, Британия никак не отреагировала на просьбу. Король же в ответ заключил в тюрьму всех служащих британского консульства и приказал арестовать и подвергнуть бичеванию британского миссионера, который якобы оскорбил мать короля. Все попытки уладить конфликт дипломатически потерпели неудачу, и англичане приняли решение направить в Абиссинию военные силы. Так как география страны в то время была мало изучена, было решено, что военных будет сопровождать опытный географ. На эту должность был назначен Клементс Маркем.
Войска Нейпира прибыли в залив Аннесли (залив Зула) Красного моря в начале 1868 года. Маркем был прикреплён к штабу, а круг его обязанностей включал обследование местности и выбор маршрута для подхода к Магдале, горной крепости короля. Маркем также выполнял обязанности натуралиста, регистрируя и описывая все виды животных, встречавшиеся на протяжении их 400-мильного марша на юг от побережья. Он сопровождал Нейпира и к стенам самой Магдалы, взятой штурмом 10 апреля 1868 года. О том, как войска короля бросаются вниз с горы, чтобы вступить в бой с наступающими британскими силами, Маркем написал: «Абиссинские войска не смогли устоять перед винтовками Снайдера, косившими их ряды целыми шеренгами… Самое героическое сопротивление бесполезно при таком неравенстве вооружения». После обнаружения тела покончившего с собой короля победоносное британское войско «три раза дало над ним „Ура!“, как если бы он был убитой на охоте лисой». Маркем добавил, что, хотя злодеяния короля были ужасны, жестокость неимоверна, но умер он, как герой.
По приказу Нейпира Магдала была сожжена дотла, а все военные орудия и укрепления уничтожены. В июле 1868 года, после ухода британских войск из Абиссинии, Маркем смог вернуться в Англию. За свои заслуги в этой военной кампании Клементс Маркем уже в мае 1871 года удостоился чести стать компаньоном ордена Бани. Также он был награждён медалью Абиссинской войны.

## Второе арктическое путешествие (1875—1876)

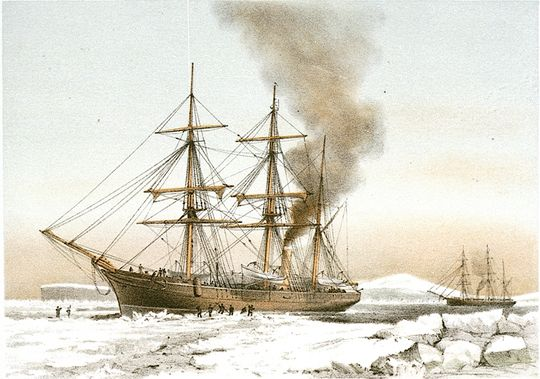
HMS Discovery и HMS Alert в Арктике во время Британской арктической экспедиции

За время своей жизни Маркем приобрёл много влиятельных связей и в начале 1870-х использовал их для помощи в организации Королевской военно-морской арктической экспедиции. Премьер-министр Бенджамин Дизраэли согласился с затеей, ведь в ней был «дух морского предприятия, которым всегда славился английский народ». Когда экспедиция была готова к отплытию, Маркем был приглашён сопровождать её до Гренландии на корабле HMS Alert, одном из трёх экспедиционных судов. Маркем принял приглашение, и 29 марта 1875 года корабли вышли в море. Клементс провёл три месяца на HMS Alert близ острова Диско в море Баффина. Позже он писал об этом путешествии: «Я никогда не был в более прекрасном круизе … я никогда не выходил в плавание вместе с более благородными людьми». Клементс вернулся в Англию на вспомогательном корабле HMS Valorous, хотя обратный путь занял больше времени, чем это планировалось вначале: HMS Valorous наскочил на риф, и было необходимо произвести серьёзный ремонт корабля.
Между тем, экспедиция под командованием Джорджа Нэрса продвигалась на HMS Discovery и HMS Alert всё дальше на север. 1 сентября 1875 года они достигли 82°24', самой высокой широты из всех, до которых когда-либо смог доплыть человек на корабле. Следующей весной санная партия, во главе с двоюродным братом Маркема — Альбертом Гастингсом Маркемом, достигла рекордной северной широты (англ. Farthest North) на 83°20'.
Длительные отсутствия Маркема и участие в ряде других более интересных мероприятий побудили его подать в отставку, и уже в 1877 году он был отправлен на пенсию после 22 лет службы в Управлении по делам Индии.

## Королевское географическое общество

### Почётный секретарь
Ещё в ноябре 1854 года Маркем был избран членом Королевского географического общества, которое вскоре стало центром сосредоточения его географических интересов. В 1863 году он был избран на должность почётного секретаря и оставался на ней в течение следующих 25 лет своей жизни.

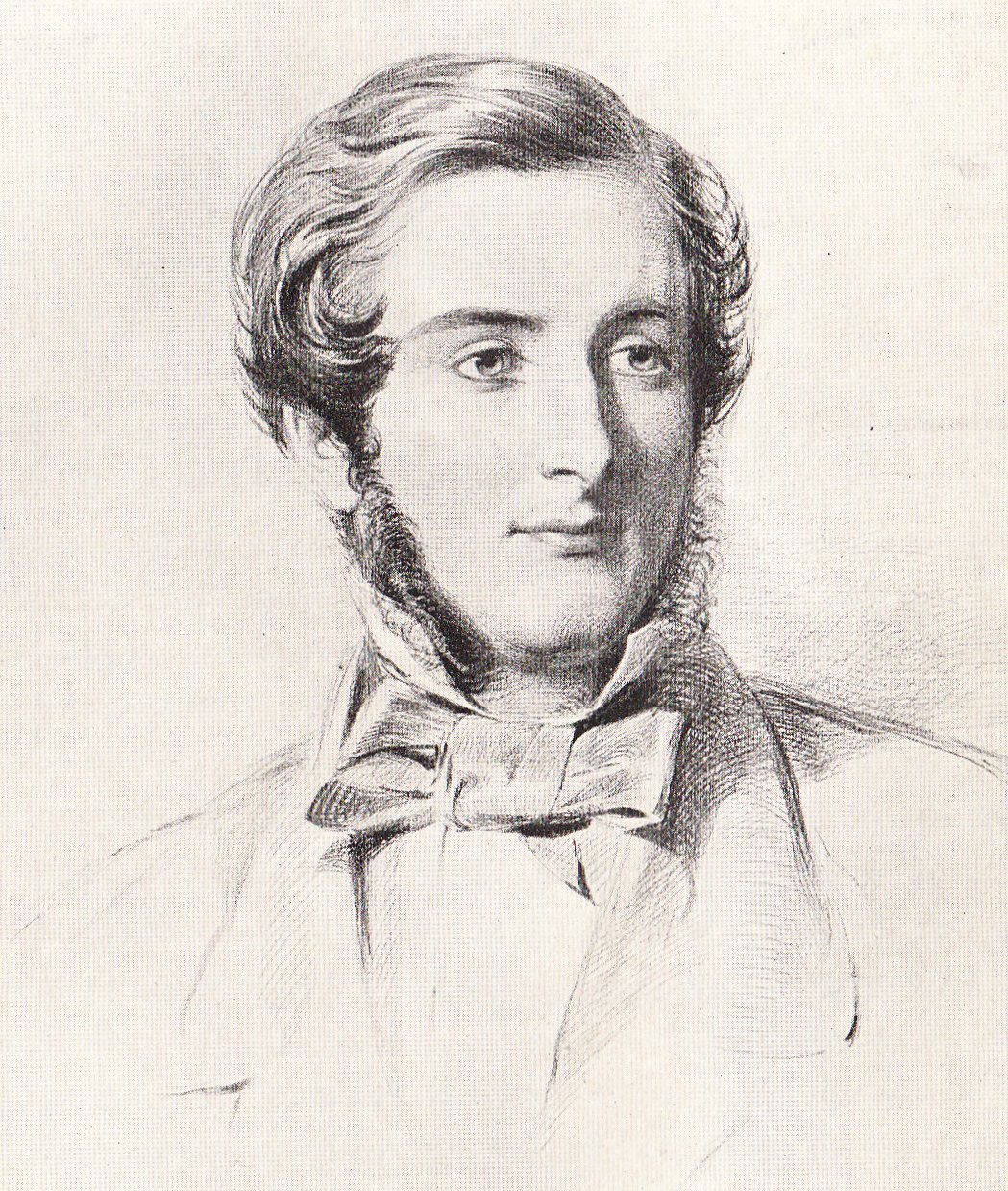
Клементс Маркем на момент его вступления в Королевское географическое общество

В дополнение к содействию Нэрсу в организации экспедиции Маркем следил за работой других исследователей Арктики, организовал приём в 1880 году шведского исследователя Адольфа Эрика Норденшельда после его успешного плавания по Северо-Восточному проходу, а также пристально наблюдал за продвижением американских экспедиций Адольфа Грили и Джорджа Де Лонга. Освобождение от обязанностей в Управлении по делам Индии предоставило Маркему больше свободного времени для путешествий. Он совершал регулярные поездки в Европу, а в 1885 году отправился в Америку, где встретился с президентом Гровером Кливлендом в Белом доме. На протяжении всего срока пребывания на должности секретаря КГО Маркем являлся плодовитым писателем. Из-под его пера выходили книги о путешествиях, биографии известных персон, доклады, представленные в КГО и других организациях. Он был соавтором энциклопедии Британника (девятого издания), написав статью «Прогресс географических открытий» (англ. Progress of Geographical Discovery). Также он занимался публицистикой. В КГО Маркем был ответственным за пересмотр и обновление советов Общества, изложенных в книге «Советы для путешественников», а также возобновление издательства журнала «Труды Королевского географического общества» (англ. Proceedings of the Royal Geographical Society) в более живом формате.
Параллельно с обязанностями секретаря КГО Маркем занимал аналогичную должность в обществе Hakluyt Society, а позднее стал его президентом. Маркем отвечал за перевод с испанского на английский язык множества редких отчётов и докладов путешественников, в частности связанных с Перу. Позже учёные выразят сомнения относительно качества некоторых из этих переводов, придя к выводу, что они были выполнены в спешке и с недостаточной точностью. Тем не менее, эта работа вылилась в 22 тома, изданных Обществом. В 1873 году Маркем был избран членом Королевского общества и в последующие годы стал обладателем нескольких зарубежных наград. В 1874 году получил орден Христа степени командора от короля Португалии, а также орден Розы степени кавалера от императора Бразилии. Некоторое время Маркем задумывался о парламентской карьере, однако вскоре от этой идеи отказался.
Маркем по-прежнему оставался преданным поклонником Военно-морского флота, в частности, ища среди молодых офицеров новые кадры для своих предприятий. Он часто посещал тренировки офицеров кораблей HMS Conway и HMS Worcester и даже вошёл в состав руководства последнего. В начале 1887 года он принял приглашение от своего двоюродного брата Альберта Маркема, который теперь командовал учебной эскадрой Военно-морского флота, присоединиться к его эскадре в одном из портов Вест-Индии. Маркем принял приглашение и провёл три месяца на борту флагманского корабля HMS Active, а 1 марта 1887 года наблюдал с борта флагмана парусную гонку. Вечером того же дня победитель, молодой 18-летний мичман, был приглашён на борт отужинать с командиром эскадры. Этим мичманом был Роберт Скотт, служивший в то время на HMS Rover. Свою первую встречу со Скоттом Маркем запомнил на всю свою жизнь.

### Президент

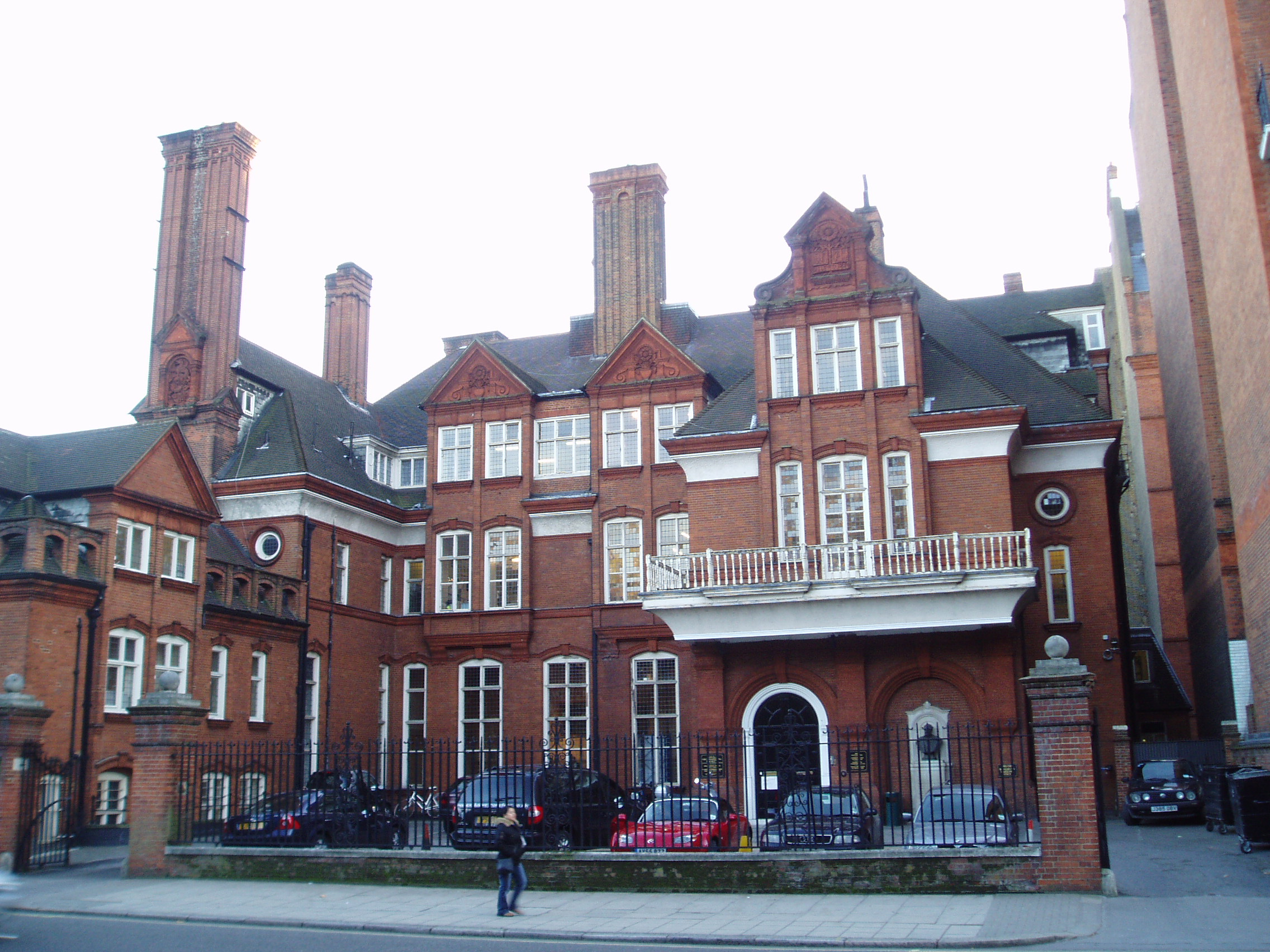
Главное здание Королевского географического общества, 2005 год

В мае 1888 года Маркем подал в отставку с поста секретаря КГО в связи с новой политикой Общества, которая ставила просвещение и образование превыше исследований. Клементс был награждён золотой медалью основателей Общества «в признание ценности его многочисленных достижений в географической литературе… в ознаменование ухода из секретариата после 25 лет службы».
Следующие несколько лет жизни Маркема были заполнены ответами на приходившую корреспонденцию и путешествиями. В 1892 году он познакомился в Лондоне с Фритьофом Нансеном и получил в дар его книгу «Жизнь эскимосов». В том же году Маркем посетил норвежскую судостроительную верфь, где шла постройка «Фрама» — будущего экспедиционного судна Фритьофа. Под впечатлением от увиденного он передал в фонд готовящегося предприятия 300 английских фунтов. Много своего свободного времени Клементс проводил в круизах с учебной эскадрой и длительных поездках к Балтийскому и Средиземному морям. В 1893 году, в ходе одной из таких поездок, Маркем был заочно избран президентом Королевского географического общества. Столь неожиданный поворот в его карьере был результатом скандала и раскола внутри самого Общества, связанного с вопросом о допустимости членства в нём женщин. Маркем по этому поводу всегда хранил молчание. В июле 1893 года вопрос был поднят на внеочередном общем собрании, где предложение о членстве женщин не было поддержано, хотя результаты почтового голосования были прямо противоположными. В этих обстоятельствах президент Общества, сэр Маунтстюарт Эльфинстоун Грант Дафф, решил покинуть свой пост. Двадцати двум уже принятым в Общество женщинам было разрешено остаться, но принимать других было запрещено вплоть до 1913 года, когда КГО изменило свою политику. Кандидатура Маркема на пост президента Общества не была единственной, однако он не принимал участия в споре, а потому был поддержан большинством. Через некоторое время после вступления в должность, в знак признательности за его заслуги перед географией, в мае 1896 года Маркем был повышен в степени ордена Бани до рыцаря-командора и стал сэром Клементсом Маркемом. Он был посвящён в рыцари лично королевой Викторией в Виндзорском замке. В том же году Маркем получил орден Полярной звезды степени командора 1-го класса от короля Швеции.
В письме, написанном много лет спустя, Маркем говорил о том, что на посту президента он чувствовал необходимость путём организации нескольких больших предприятий «восстановить доброе имя Общества», которое было существенно дискредитировано скандалом и громким спором относительно членства в нём женщин. В качестве основы для этого плана он выбрал Антарктику, ведь со времён экспедиции сэра Джеймса Кларка Росса, проходившей более полувека назад, не предпринималось никаких значительных попыток исследования этого региона. Общественный интерес был подогрет лекциями океанографа профессора Джона Мюррея, прочитанными для членов КГО в 1893 году. Мюррей открыто призывал к «экспедициям по урегулированию нерешенных вопросов, всё ещё стоящих на юге». В ответ КГО с Королевским обществом Лондона сформировали комитет, занимавшийся вопросами организации Британской антарктической экспедиции. Этой экспедиции и посвятил сэр Клементс Маркем весь срок своего президентства в Обществе.

### Национальная антарктическая экспедиция
Призыв Мюррея к возобновлению освоения Антарктики был вновь рассмотрен, когда КГО выступило в качестве принимающей стороны шестого Международного географического конгресса 1895 года. Конгресс принял единогласное решение:

Исследование Антарктики является важнейшим из всех ещё не проводившихся географических исследований, ведь оно дополнит новыми заданиями почти все отрасли науки. Конгресс рекомендует научным обществам во всём мире призывать к осуществлению этой работы ещё до конца века тем путём, который покажется им наиболее эффективным.
Объединённый комитет дал ответ на призыв Конгресса, однако тут же разгорелись споры о том, кто будет непосредственно руководить экспедицией. Мюррей и Королевское общество выступали за гражданский контингент предприятия, тогда как Маркем и большая часть членов КГО видели в антарктической экспедиции возможное возрождение военно-морской славы, а потому требовали, чтобы организацией и управлением занимался военно-морской флот. В конечном итоге упорство Маркема возобладало, и в конце 1900 года на должность руководителя экспедиции был назначен его протеже — Роберт Фолкон Скотт, служивший в то время торпедным лейтенантом на HMS Majestic. При этом потерпела неудачу попытка поставить во главе экспедиции профессора Джона Грегори из Британского музея. По мнению противников Маркема, морские приключения он ставил выше научной работы, хотя в инструкции Скотту чётко говорилось о равных приоритетах между географическими и научными работами. Тема «наука против приключений» была поднята вновь по возвращении экспедиции, когда некоторые критики поставили под сомнение точность результатов и обвинили Роберта Скотта в дилетантизме.

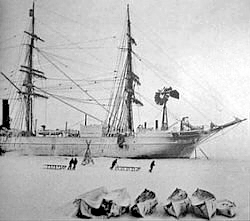
Экспедиционное судно HMS Discovery в Антарктике

Маркем столкнулся с проблемами в области финансирования экспедиции. В 1898 году после трёх лет усилий была собрана лишь малая часть того, что требовалось для нужд готовящегося предприятия. Между тем, англо-норвежский исследователь Карстен Борхгревинк получил сумму в размере £ 40 000 от издателя Джорджа Ньюнса на финансирование частных предприятий по исследованию Антарктики. Маркем был взбешён, полагая, что средства были отвлечены от его проекта, и охарактеризовал Борхгревинка как «склонного к уловкам, лжеца и мошенника». Маркем в равной степени испытывал неприязнь и к Уильяму Спирсу Брюсу, шотландскому исследователю, который в своё время писал Маркему с просьбой вступить в штат его будущей экспедиции. Когда же получил отказ, то при финансовой помощи семьи баронетов Коутс он организовал собственную Шотландскую национальную экспедицию. Маркем обвинил Брюса в «нечестном соперничестве» и попытке «подорвать организацию Британской национальной экспедиции… чтобы реализовать свои личные планы». Шотландская экспедиция совершила успешное плавание, однако Маркем был неумолим и использовал всё своё влияние, чтобы в будущем гарантировать отсутствие Полярных медалей на груди её участников.
Значительные частные пожертвования и государственные субсидии, наконец, позволили начать непосредственную подготовку к экспедиции. В качестве главного экспедиционного корабля было выбрано судно «Дискавери», команда которого комплектовалась в основном военно-морским контингентом, тогда как гражданские учёные, как было впоследствии сказано, находились на борту в недостаточном количестве. При подготовке к экспедиции Скотт и Маркем обратились за консультацией к Фритьофу Нансену, с которым последнего связывала долгая и крепкая дружба. Однако позднее почти все советы норвежца были фактически проигнорированы. Перед отплытием судно посетили лично король Эдуард VII и Клементс Маркем, поприветствовав всех офицеров во главе с Робертом Скоттом. Отплытие состоялось 5 августа 1901 года. Экспедиция продолжалась чуть более трёх лет. За это время с базы на полуострове Хат-Пойнт в районе моря Росса были проведены значительные исследования близлежащих территорий Антарктики, а также выполнена обширная научная программа. Однако, хотя «Таймс» позже писала о путешествии, как о «самой успешной [экспедиции], что когда-либо отваживалась заходить в полярные регионы севера или юга», день возвращения был практически проигнорирован правительством, а приветственный банкет состоялся в помещении портового склада. Маркем был подвергнут жёсткой критике официальными органами за секретный приказ Скотту остаться на вторую зимовку в Антарктике, хотя первоначальный план предусматривал лишь один сезон. Маркем заведомо был не в состоянии собрать средства для второго сезона, а потому финансировать возвращение экспедиции пришлось Казначейству.

## Дальнейшая жизнь

### Скотт и Шеклтон

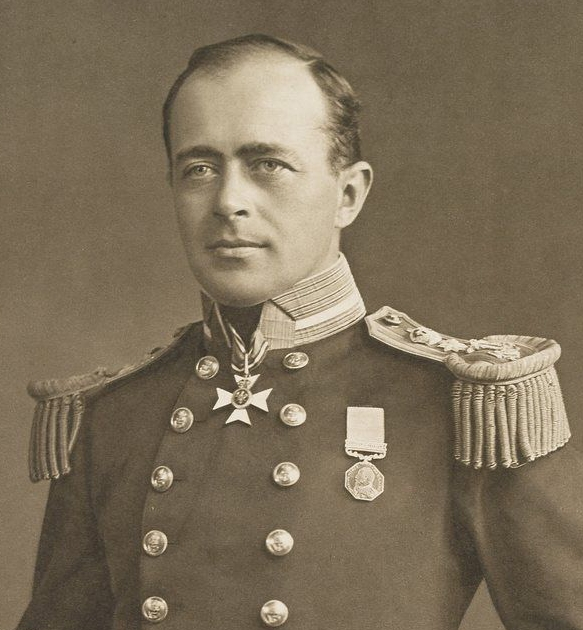
Роберт Фолкон Скотт: оставался протеже Маркема на протяжении всей своей полярной карьеры

Спустя несколько месяцев после возвращения Дискавери Маркем заявил о своём уходе с поста президента КГО. Ему было 75 лет, и, по его словам, он чувствовал, что «активная географическая жизнь закончена, и что он не сможет принести ещё больше пользы в этом направлении». Его 12-летнее пребывание на посту президента КГО было самым длинным в истории Общества. Маркем оставался вице-президентом и членом совета правления КГО, продолжал интересоваться Антарктикой, в частности, двумя британскими экспедициями, стартовавшими в течение пяти лет после его выхода на пенсию. Экспедиции проходили под командованием Эрнеста Шеклтона и Роберта Скотта.
В своё время Маркем дал согласие на принятие в штат экспедиции «Дискавери» Шеклтона, следуя рекомендациям основных частных спонсоров готовившегося проекта. После досрочного возвращения Шеклтона из экспедиции по состоянию здоровья Маркем сочувствовал ему и всячески поддерживал. Позднее, когда Шеклтон объявил о своём намерении возглавить собственную экспедицию, Маркем написал рекомендательное письмо, в котором описал его как «хорошо подготовленного к трудностям и опасностям человека» и «наилучшего лидера для Полярной экспедиции». Маркем выразил решительную поддержку экспедиции «Нимрод» (1907—1909), сказав: «не только мои самые лучшие сердечные пожелания будут вас сопровождать, но и великая вера в успех вашего предприятия».

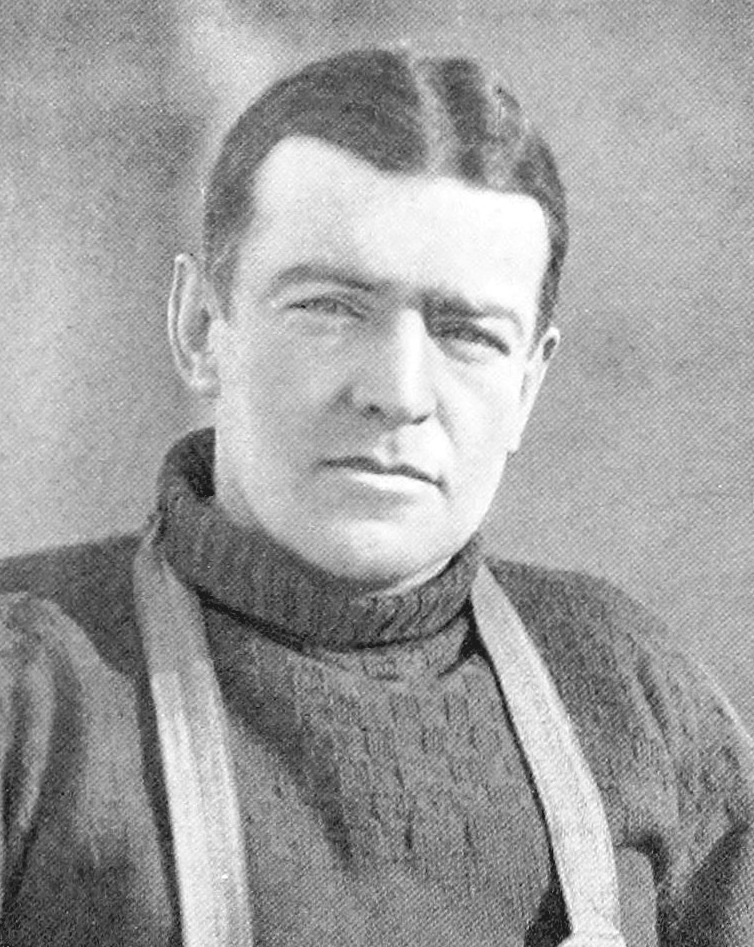
Эрнест Шеклтон: первоначально Маркем его поддерживал, но позже испытывал глубокую личную неприязнь

Тем не менее, когда стало известно, что Шеклтон собирается высадиться недалеко от старой базы экспедиции «Дискавери» и заниматься там своими научными изысканиями, Маркем впал в ярость и позже писал Скотту:

Я был чрезвычайно возмущён тем, что он ведёт себя столь двулично по отношению к Вам. Поведение его постыдно, и мне несказанно тяжело, что в состав экспедиции, в которой царила полная гармония, затесалась всё-таки паршивая овца…
Скотт и Шеклтон уладили свой конфликт после обмена многочисленными письмами и личной встречи в Лондоне, где смогли договориться относительно планируемого места высадки и рабочей области экспедиции Эрнеста. Когда из Антарктики пришла новость, что Шеклтон смог достичь рекордной широты 88°23', Маркем публично предложил наградить его медалью покровителей Общества. Однако вскоре выяснилось, что Шеклтон не сдержал своё обещание и занял старую базу Скотта. Это подтолкнуло Маркема к написанию ряда писем президенту КГО Леонарду Дарвину, в которых он выражал своё недоверие к достижениям Шеклтона и повторял сомнения, высказанные ему Робертом Скоттом. Некоторые биографы Маркема полагают, что Клементсу было очень горько видеть, как вся полярная слава достаётся кому-то другому, а не его протеже. Какими бы ни были причины, но Маркем сохранил крайнюю неприязнь к Шеклтону до конца своих дней. Он исказил все достижения полярника в своих заметках по экспедиции «Дискавери», а также практически полностью проигнорировал его успех в обращении к Британской ассоциации в 1912 году. Пренебрежительное отношение к Шеклтону усматривается и в книге Маркема «Земли тишины» (англ. The Lands of Silence), опубликованной уже посмертно в 1921 году.
Маркем оставался другом Роберту Скотту и даже стал крёстным отцом его сына, который родился 14 сентября 1909 года. Мальчика назвали Питер Маркем Скотт, одновременно в честь персонажа сказки близкого друга Скотта и Клементса Маркема. Когда Скотт стал заниматься организацией своей второй экспедиции, Маркем всеми силами пытался помочь собрать нужную сумму денег для нужд предприятия. В итоге вся сумма так и не была собрана, экспедиция стартовала, когда финансово обеспечен был лишь первый её сезон. Задачу по сбору оставшихся средств Скотт перепоручил Маркему, которому вскоре стала помогать Кэтлин Скотт, супруга Роберта. Сборы шли крайне медленно, и Клементс впадал в отчаяние, рассылая гневные обличительные письма в редакции газет, об одном из которых Кэтлин писала так:

Ходила к сэру Клементсу Маркему. Он снова послал в «Джиографикл джорнэл» длинное письмо, полное открытых славословий по твоему адресу и скрытых нападок на всех остальных, но президент (лорд Керзон) просил забрать это письмо из редакции, что тот и сделал. Дорогой старый чудак! Вероятно, симпатия к тебе толкает его на ложный путь.
В дальнейшем Кэтлин Скотт стоило больших трудов удержать Клементса от неэтичных нападок на Шеклтона и в особенности на Руаля Амундсена, которого Маркем обвинял в подлом начале своей «окутанной тайной экспедиции». Известие о гибели полюсной партии «Терра Новы» достигло Маркема, когда тот отдыхал на небольшом курорте Эшторил близ Лиссабона. Клементсу шёл восемьдесят третий год, и известие о смерти людей, которых он всех знал лично, нанесло ему тяжёлый удар. По его инициативе в Эшториле был отслужен поминальный молебен. Чуть позже Клементс опубликовал в «Таймс» длинный некролог и просил в письме к премьер-министру Асквиту почтить вдову Скотта. Эта просьба была выполнена незамедлительно. В дальнейшем Маркем присутствовал на открытии большинства памятников и мемориалов в честь пятерых погибших. К предисловию книги о последней экспедиции Скотта Маркем писал, что тот являлся «одним из самых замечательных людей нашего времени», говорил о «красоте его характера» и добавлял, что перед смертью Роберт «не думал о себе, а лишь о том, чтобы уменьшить скорбь и дать утешение другим». В одном из последних писем, написанных Скоттом перед своей смертью на леднике Росса, он попросил: «Скажите сэру Клементсу, что я много думал о нём и никогда не сожалел о его решении поставить меня во главе „Дискавери“».

### После выхода на пенсию
После своей отставки с поста президента КГО Маркем продолжал вести активную жизнь, занятую многочисленными путешествиями и написанием книг. Маркем стал автором биографий королей Великобритании Эдуарда IV и Ричарда III, а также своего друга военно-морского адмирала Леопольда МакКлинтока. Он занимался редактированием трудов и продолжал деятельность переводчика, выпускал многочисленные документы, отчёты и доклады для КГО, а также оставался президентом Hakluyt Society вплоть до 1910 года. В конце 1902 года Маркем, находясь на курортном лечении в Ларвике, познакомился с Руалем Амундсеном, которого лично представил сам Фритьоф Нансен. Амундсен поделился своими планами и пригласил Клементса принять участие в плавании на «Йоа» по Христиания-фьорду. Маркем всецело поддержал начинания Руаля и снабдил того необходимыми рекомендациями. Клементс много путешествовал по Европе и в 1906 году совершил круиз по Средиземному морю на борту флагмана средиземноморской эскадры контр-адмирала Джорджа Эгертона, флаг-капитаном корабля которого был Роберт Скотт. И когда Скотт объявил о своих дальнейших антарктических планах и организации новой экспедиции, Маркем помогал в поиске источников финансирования и трудился в организационном комитете, пригласив в штат «Терра Новы» лейтенанта Эванса в качестве помощника руководителя экспедиции в обмен на отказ от его планов по организации собственного предприятия. В 1907 году Маркем получил орден Святого Олафа степени командора от короля Норвегии.
Маркем был удостоен почётных степеней университетов Кембриджа и Лидса. 28 января 1904 года он был избран иностранным почётным членом Русского географического общества. При присвоении степени в Лидсе канцлер университета охарактеризовал Маркема, как «ветерана службы всему человечеству», и напомнил, что тот «в течение шестидесяти лет вдохновлял английскую географию». Однако, когда в 1912 году Руаль Амундсен, впавший к тому времени в немилость Маркема, был приглашён президентом КГО Леонардом Дарвином на обед с членами Общества, Клементс в знак протеста подал в отставку с занимаемого места в Совете управляющих КГО.
После известия о смерти Скотта и его спутников Маркем вернулся в Англию, где помогал подготавливать к публикации походный дневник Роберта. Несмотря на тяжёлый удар и потрясение в связи с его смертью, Маркем продолжал активно писать и путешествовать. В 1915 году он организовал службу в Церкви Святого Петра в Бинтоне, недалеко от Стратфорда-на-Эйвоне, посвящённую Скотту и его спутникам. В том же году он помогал с открытием статуи Скотта, изготовленной Королевским военно-морским флотом и размещённой на площади Ватерлоо в Лондоне. 10 июля 1915 года Маркем закончил писать последний труд для КГО, носивший название «История и постепенное развитие геологии в географической науке».

## Смерть и наследие

### Кончина
29 января 1916 года Маркем читал при свечах, лёжа в постели. Свеча упала и подожгла постельное бельё, дым окутал комнату. Пожар удалось быстро потушить, и ожогов Маркем не получил, но от стресса 85-летний человек потерял сознание. На следующий день он скончался. Последняя запись в дневнике Маркема, сделанная за несколько дней до смерти, говорит о визите к нему юного Питера Маркема Скотта.
Недвижимость и всё состояние Клементса Маркема, оценённое в целях утверждения завещания, составили 7740 фунтов. Минна Маркем пережила своего мужа, и в 1917 году Альберт Маркем посвятил опубликованную биографию своего двоюродного брата ей. Единственный ребёнок Клементса, Мэй, избегала общественного внимания и посвятила себя работе при церкви в Ист-Энде Лондона; она умерла в 1926 году.
После смерти Маркема король Георг V отдал дань уважения и признал, что страна в долгу перед трудами его жизни, посвящёнными исследованиям. Аналогичные по содержанию сообщения пришли от командующего эскадрой в Девонпорте, Фритьофа Нансена, Королевского географического общества и других организаций, с которыми ранее сотрудничал Маркем. Сообщения приходили также из Франции, Италии, Дании, Швеции, Соединённых Штатов и из города Арекипа в Перу.

### Память
Именем Маркема названа гора (82°51′ ю. ш. 161°21′ в. д.) в Трансантарктических горах Антарктиды, открытая Скоттом во время его южного похода, осуществлённого в рамках экспедиции «Дискавери» в 1902 году. В честь Маркема названа река в восточной части Новой Гвинеи; Карстен Борхгревинк открыл и назвал именем Маркема остров в Море Росса во время экспедиции 1900 года, хотя этот жест Клементсом признан не был. Также в ходе третьей французской антарктической экспедиции под руководством Жан-Батиста Шарко именем Маркема был назван один из островов близ островов Бискоу. В Лиме названа его именем частная школа (Markham College) . Мыс, находящийся на Шельфовом леднике Росса, был назван Скоттом в честь леди Маркем и носит название Мыс Минны.
Сразу после смерти Маркема его биография и научные труды подверглись жёсткой критической оценке. Хью Роберт Милл, первый биограф Шеклтона и библиотекарь КГО на протяжении многих лет, заявил, что Маркем создал в Обществе диктаторский режим. Со временем были подняты вопросы о точности некоторых переводов, выполненных для Hakluyt Society, а также, по мнению критиков, были найдены свидетельства поспешности публикации многих других изданий. Маркем за свою жизнь приобрёл много друзей, но не меньше нажил и врагов: так, геолог Фрэнк Дебенхэм, работавший как с Шеклтоном, так и со Скоттом, назвал Маркема «опасным стариком», в то время как Брюс Спирс писал о нём как о человеке, «злонамеренном по отношению к Шотландской национальной антарктической экспедиции». Коллега Спирса, Роберт Рудмос-Браун пошёл ещё дальше, назвав Маркема «старым дураком и лжецом». Сам У. Спирс считал, что поведение Маркема было прежде всего связано с попыткой защитить Скотта, ведь «Скотт был протеже Маркема, и тот думал, что я должен быть уничтожен во благо Скотта». Он добавил, что «Скотт и я всегда были хорошими друзьями, несмотря на позицию Маркема».
Было высказано предположение, что предрассудки Маркема о полярных переходах, в частности, его вера в «благородство» перемещения грузов мускульной силой человека, были переняты Скоттом в ущерб обеим национальным британским экспедициям. Милл заявил, что Клементс Маркем являлся «энтузиастом, но не учёным», и именно это предположение, по мнению некоторых критиков, является наиболее точным резюме всех достоинств, недостатков и достижений Маркема, значительно повлиявших на географию конца XIX — начала XX столетий.

## Сочинения
Маркем был плодовитым писателем, литературной деятельностью он занимался в течение всей жизни. Первая его опубликованная работа — дневник путешествия на HMS Assistance во время поисков Франклина — была издана ещё в 1853 году. После своего ухода с занимаемого поста в Управлении по делам Индии в 1877 году перо писателя стало главным источником дохода Маркема. Кроме статей и докладов для КГО и других организаций, Маркем писал биографии, исторические заметки, отчёты о путешествиях. Он также перевёл множество произведений с испанского и португальского на английский язык, составил грамматику и словарь для перуанского языка кечуа.
Его библиография включает в себя такие произведения, как:
- Franklin’s Footsteps (Лондон, 1852)
- Cuzco … and Lima (Лондон, 1856)
- Travels in Peru and India (Лондон, 1862)
- Contribution Toward a Grammar and Dictionary of Quichua (Лондон, 1864)
- A History of the Abyssinian Expedition (Лондон, 1869)
- A Life of the Great Lord Fairfax (Лондон, 1870)
- Ollanta: an ancient Ynca drama (Лондон, 1871)
- The Countess of Chinchon and the cinchona genus (Лондон, 1874)
- General Sketch of the History of Persia (Лондон, 1874)
- The Threshold of the Unknown Regions (Лондон, 1875)
- Narrative of the mission of George Bogle to Tibet (Лондон, 1877)
- A Memoir of the Indian Surveys (Лондон, 1878)
- Peruvian Bark (Лондон, 1880)
- The Voyages of William Baffin, 1612—1622 (Лондон, 1881)
- The War between Peru and Chile (Лондон, 1881)
- A narrative of the life of Admiral John Markham (Лондон, 1883)
- The Sea Fathers (Лондон, 1885)
- Life of Robert Fairfax of Steeton, Vice-admiral (Лондон, 1885)
- The Fighting Veres (Лондон, 1888)
- The Life of John Davis the Navigator (Лондон, 1889)
- The Life of Christopher Columbus (Лондон, 1892)
- The History of Peru (Лондон, 1892)
- Major James Rennel and the Rise of Modern English Geography (Лондон, 1895)
- The paladins of Edwin the Great (Лондон, 1896)
- Richard III: his life and character (Лондон, 1906)
- The Story of Minorca and Majorca (Лондон, 1909)
- The Incas of Peru (Лондон, 1912)
- The Lands of Silence (completed by F.H.H. Guillemard, 1921) (Кэмбридж, 1921. Издано посмертно)

## Комментарии
1. ↑  Маркем передал повстанцам военную информацию, которая показалась ему важной: места дислокации в гавани французских войск, план расположения орудий, пороховых погребов и т. п. 15-летний Маркем тогда не рассматривал это как шпионаж и серьёзное нарушение нейтралитета Великобритании. (Markham A., pp. 63—69)
2. ↑  Описанное самим Маркемом в книге The Lands of Silence (рус. Земли молчания), pp. 255—60.
3. ↑  Более £ 42 000 по меркам 2012 года. Все переводы здесь и далее рассчитываются по системе RPI basis per Measuringworth «Purchasing Power of British Pounds from 1245 to Present Архивная копия от 19 сентября 2012 на Wayback Machine», MeasuringWorth.com.
4. ↑  Этими людьми были: доктор Ла Пуэрта с дочерью Викторией (доктор переезжал в Лиму, что бы занять там должность судьи в Верховном суде), дон Мануэль Новоа и трое юношей, которые возвращались в колледж Лимы. (Markham A., p. 159)
5. ↑  Около £ 6000 по меркам 2012 года.
6. ↑  Журналист и биограф Роланд Хантфорд в своей книге утверждает (основываясь на фразе из дневника Маркема), что Маркем имел гомосексуальную ориентацию и ежегодно посещал Сицилию для «потворствования своим склонностям, не опасаясь уголовного преследования» (Хантфорд, с. 142).
7. ↑  Более £220 000 по меркам 2012 года.
8. ↑  Более 3,5 млн фунтов стерлингов по меркам 2012 года.
9. ↑  Ещё в 1896 году Маркем просил КГО отчеканить персональную золотую медаль для Нансена, вручение которой состоялось в Королевском Альберт-Холле в присутствии 700 членов КГО (Mead, p. 77).
10. ↑  Сам Шеклтон был уверен в том, что Скотт отправил его домой из-за многочисленных разногласий, возникавших между ними в ходе экспедиции. Шеклтон счёл отправку в Британию личным оскорблением (Хантфорд, с. 204).
11. ↑  Около £ 390 000 по меркам 2012 года.